# باري ويلكينز
باري ويلكينز (بالإنجليزية: Barry Wilkins)‏ هو لاعب هوكي الجليد بريطاني، ولد في 28 فبراير 1947 في تورونتو في كندا، وتوفي في 26 يونيو 2011.

## وصلات خارجية
- باري ويلكينز على موقع دوري الهوكي الوطني (الإنجليزية)
- باري ويلكينز على موقع EliteProspects.com (الإنجليزية)
- باري ويلكينز على موقع HockeyDB.com (الإنجليزية)
- باري ويلكينز على موقع Hockey-Reference.com (الإنجليزية)